# Parque Mayer (filme)
Parque Mayer é um filme português de comédia, realizado por António-Pedro Vasconcelos e produzido por Tino Navarro. Estreia em Portugal a 6 de dezembro de 2018.

## Sinopse
O filme gira à volta de um teatro do Parque Mayer, um lugar onde era possível sentir Portugal inteiro. A ação acontece em 1933, ano da aprovação da Constituição do Estado Novo, limitando assim a liberdade de expressão apreciada por todos os que passavam pelo parque na altura. Neste sítio, onde a revista e as sátiras permitiam atingir liberdades que outrora não seriam possíveis, as histórias passam a ser construídas entre a censura e a luta de contornar a mesma.

## Elenco
- Francisco Froes - Mário Pintor
- Daniela Melchior - Deolinda
- Diogo Morgado - Eduardo Gonzaga
- Miguel Guilherme - José
- Alexandra Lencastre - Madame Calado
- Carla Maciel
- Duarte Grilo
- Almeno Gonçalves
- Miguel Borges
- Luís Lourenço
- Sérgio Praia
- Vera Moura
- Miguel Seabra
- Natalina José - Alzira
- Tino Navarro
- Jorge Vaz Gomes
- Salvador Nery
- Pedro Lacerda
- Hugo Mestre Amaro
- Miguel Flor de Lima - Gigi (coreógrafo)
- Rute Miranda
- Cristina Cavalinhos
- Flávio Gil - Álvaro
- Hugo Bettencourt
- Durval Lucena
- Miguel Raposo
- Andreia Galamba